# Organdí

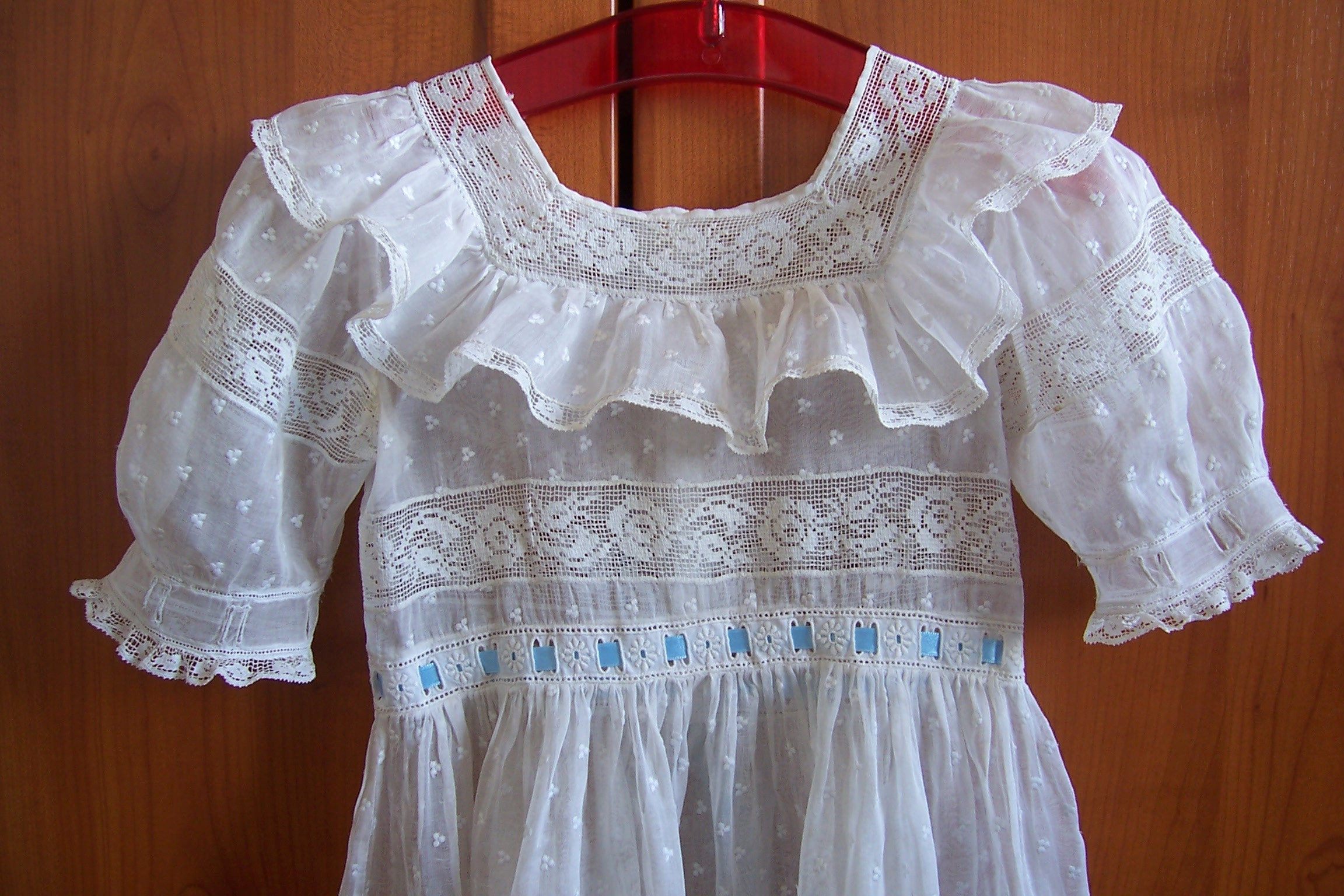
Detalle de un vestido de organdí de niña, a la moda de los años 40 del.

El organdí y la organza son muselinas de tejido de algodón que pueden ser blancas o teñidas de colores pálidos. Consisten en una tela fina, transparente y rígida y a veces está bordada. Recibe un acabado químico que le da esa característica de rigidez, similar al obsoleto almidonado de las camisas para evitar arrugas, pero que no se quita con los lavados. Se utiliza para la fabricación de vestidos, blusas, adornos en vestimentas, cuellos en antiguos trajes, visillos, cortinas, lencería, sábanas para altares, etc. El organdí blanco suizo es muy apreciado por su calidad.
El origen de la palabra es del francés organdi (sin tilde) registrado ya desde 1723 refiriéndose a la muselina plegada en forma de libro.
Es posible que esta tela sea originaria de Kunya-Urgench (antigua Urganch o Gurgandj, ciudad de comercio entre árabes y chinos) del Turkmenistán.

## El organdí y la organza
De moda a partir del siglo XVIII estos tejidos fueron importados desde la India. Enseguida se fabricaron en Francia en las mismas fábricas en las que se tejía la muselina. El organdí y la organza son dos tejidos similares, su denominación difiere según el número de hilos empleados en su fabricación y en que la organza puede ser de seda o de algodón. Parecidos a la muselina, se distinguen por su aspecto rígido.